# کوه شیبوتسو
کوه شیبوتسو (به لاتین: Mount Shibutsu) یک کوه در ژاپن است که در Tone district واقع شده‌است.